# Jerre Mangione
Jerre (Gerlando) Mangione (New York, 20 marzo 1909 – Haverford, 18 agosto 1998) è stato un saggista statunitense, italoamericano intrinsecamente legato alla Little Sicily di Rochester nello stato di New York dove nacque.

## Biografia
I genitori erano emigrati dalla Sicilia alla fine dell'Ottocento. Mangione crebbe in un quartiere di Rochester oggi chiamato comunemente Mount Allegro dal nome che Mangione ne diede nel suo primo romanzo. Mount Allegro (1943) è la rappresentazione della vita della famiglia dello scrittore e della Little Sicily di Rochester ed è diventato col tempo un classico della letteratura etnica americana. Mangione scrisse il libro mosso dalla volontà di fornire un ritratto positivo della comunità immigrata siciliana: in un'intervista a Franco Mulas, difatti, racconta come i siciliani al tempo venissero particolarmente denigrati ("I felt that the Sicilians in particular had been much maligned") e ciò fosse in contrasto rispetto alla propria esperienza.
Mangione era un bambino malaticcio e solitario che passò la giovinezza leggendo. Il suo libro preferito era il dizionario. La sua famiglia voleva che si conservassero le tradizioni siciliane e che si parlasse l'italiano a casa. La lettura del dizionario fu quindi per il giovane Mangione la lettura di un libro proibito necessario per imparare una lingua proibita. Mangione divenne uno scrittore ma rispettò anche il desiderio dei propri genitori raccontando della Sicilia e del mondo siculo americano.
Si laureò alla Syracuse University e trovò lavoro al Time.
Si recò la prima volta in Italia nel 1936 e fu subito consapevole della realtà liberticida del regime fascista così come risulta dai suoi scritti.
Dal 1937 al 1939 collaborò al Federal Writers' Project che redasse le guide di viaggio dei 48 stati americani. Lavorò in seguito per il Dipartimento della Giustizia, per l'agenzia federale per l'immigrazione e per la pubblicità. Ha scritto tra gli altri per The New Masses, Harper's Bazaar, New Republic e per il London Spectator.
Nel 1961 iniziò la sua attività presso l'Università della Pennsylvania. Quando si ritiro nel 1978 l'università della Pennsylvania lo nominò professore emerito di Letteratura americana.
Nel 1992 ha pubblicato La Storia: Five Centuries of the Italian American Experience. Il saggio è una vera e propria storia sociale degli italoamericani (scritta in collaborazione con Ben Morreale professore di letteratura e storia presso l'università di New York). Mangione morì il 18 agosto 1998 ad Haverford. Mangione ha ceduto tutti i suoi scritti privati e personali alla Rochester University.